# Fescamps

Fescamps este o comună în departamentul Somme, Franța. În 1 ianuarie 2022 avea o populație de 134 de locuitori.